# Zoltán Farkas (muzyk)
Zoltán „Zoli” Farkas (ur. 24 października 1975 w Mezőkovácsháza) – węgierski gitarzysta i wokalista.

## Życiorys
Urodził się 24 października 1975 w Mezőkovácsháza na Węgrzech, niewielkiego miasta przy granicy z Rumunią. Z pochodzenia w połowie jest węgierskim Cyganem (ojciec był tej narodowości, a matka Węgierką). W młodości miał problemy w szkole, z której był dwa razy wyrzucany. Przez pewien czas pracował w zawodzie rzeźnika.
Po raz pierwszy zetknął się z muzyką metalową za sprawą piosenki „Metal Heart” grupy Accept, a mając 14 lat postanowił rozwijać się w tym kierunku. W 1993 wraz z o rok młodszym bratem Csabą (basista) założył grupę Ektomorf. Na przestrzeni lat dochodziło do zmian w składzie, wskutek czego Zoltán Farkas pozostaje w grupie jako jedyny jej założyciel. Jest on głównym kompozytorem i autorem tekstów zespołu. Gra na gitarze rytmicznej, początkowo na sześciostrunowej, potem na ośmiostrunowej. Początkowo teksty piosenek grupy były śpiewane w języku węgierskim, zaś w 1999 postanowił tworzyć je po angielsku.
Jako swoje inspiracje muzyczne wymienił zespoły Metallica, Slayer, Sepultura, Soulfly, Machine Head, Static-X, Rammstein, Johnny Cash, Dead Can Dance. Jako ulubionego artystę wskazał Maxa Cavalerę, którego uznał za swojego idola. Poza muzyką metalową jest także sympatykiem nurtów folkowych pochodzenia azjatyckiego, indiańskiego i cygańskiego oraz kompozycji w tym zakresie z Rumanii, Bułgarii czy byłej Jugosławii. W swojej twórczości porusza problem traktowania przedstawicieli narodowości cygańskiej na Węgrzech, którzy według niego są dyskryminowani, znienawidzeni, zwalczani oraz żyją jak wyrzutki społeczeństwa. W swoich utworach odnosi się do tej tematyki.
W pierwszych latach XXI wieku mieszkał w Amsterdamie. Swoją działalność prowadzi w niemieckim Hamburgu. Związany z Sarah, która około 2006/2007 została menadżerką Ektomorf.

## Dyskografia
| Ektomorf (albumy studyjne) - Kalyi Jag (2000) - I Scream Up To The Sky (2002) - Destroy (2004) - Instinct (2005) - Outcast (2006) - What Doesn't Kill Me... (2009) - Redemption (2010) - The Acoustic (2012) - Black Flag (2012) - Retribution (2014) - Aggressor (2015) - Fury (2018) - Reborn (2021) - Vivid Black (2023) |  | Występy gościnne - Szeg – Nail in your Head (2003), nagrywanie i mastering - Cadaveres – Soul Of A New Breed (2006), śpiew w utworze „Elixir” - Korzus – Discipline of Hate (2010), tekst i śpiew w utworze „We Are Just The Same” - Machinage – It Makes Us Hate (2011), śpiew w utworze „Is This the Way?” - Varg – Zeichen (2020), śpiew w utworze „Schildwall” |